# Osmia quadridentata
Osmia quadridentata is een vliesvleugelig insect uit de familie Megachilidae. De wetenschappelijke naam van de soort is voor het eerst geldig gepubliceerd in 1860 door Dumeril.